# 유선동
유선동은 대한민국의 텔레비전 드라마 연출감독이다.

## 드라마
- 2012년 OCN 일요 미니시리즈 《뱀파이어 검사 2》 ... 연출
- 2020년~2021년 OCN 주말 미니시리즈 《경이로운 소문》 ... 연출 & 14회 집필
- 2021년~2022년 tvN 금토 미니시리즈 《배드 앤 크레이지》 ... 연출
- 2023년 tvN 주말 미니시리즈 《경이로운 소문 2》 ... 연출
- 2025년 Disney+ 오리지널 미니시리즈 《트리거》 … 연출

## 도서
- 2015년 도서 《도둑 맞은 책 1》 ... 집필
- 2016년 도서 《도둑 맞은 책 2》 ... 집필
- 2016년 도서 《도둑 맞은 책 3》 ... 집필
- 2018년 도서 《도둑 맞은 책》 ... 집필
- 2021년 도서 《도둑 맞은 책(큰글씨책)》 ... 집필

## 영화
- 2003년 영화 《Fucking Finger》 ... 감독
- 2004년 영화 《아라한 장풍 대작전》 ... 각본
- 2005년 영화 《미스터 주부퀴즈왕》... 감독 & 각본
- 2010년 영화 《고사 두 번째 이야기: 교생실습》 ... 감독 & 각색
- 2015년 영화 《내 심장을 쏴라》 ... 각본
- 2016년 영화 《무수단》 ... 각색
- 2019년 영화 《0.0MHz》 ... 감독 & 각본